# Aleksandar Stojković
Aleksandar Stojković (in serbo Александар Стојковић?; Sombor, 15 agosto 1990) è un calciatore serbo, centrocampista del Kačer Belanovica.

## Carriera

### Club
Ha giocato nella massima serie dei campionati serbo ed albanese.